# ريا أبي راشد
ريّا أبي راشد (12 مايو 1977 -)، مذيعة لبنانية ومقدمة برامج تلفزيونية وصحفية ومنتجة في شبكة إم بي سي منذ عام 2003.
منذ عام 2010 وهي تقوم بتقديم برنامج المواهب الشهير أرابز غوت تالنت إلى جانب مغني الراب السعودي قصي خضر. كما تنفرد بتقديم برنامجها الخاص سكووب. الذي يغطي آخر أخبار هوليود بالإضافة إلى استضافتها لأبرز المشاهير من الممثلين.

## سيرتها
بدأت حياتها المهنية كصحفية في بيروت قبل انتقالها إلى المملكة المتحدة بعام 1999، وهي حاصلة على درجة البكالوريوس في الاقتصاد والماجستير في السينما وعلى درجة الماجستير في الصحافة والإذاعة من جامعة وستمنستر، لندن. تتحدث عدة لغات بطلاقة، وهنّ العربية والإنجليزية والفرنسية والإيطالية والإسبانية.

## حياتها المهنية
تعتبر أول محاورة عربية تدخل كواليس نجوم السينما والموسيقى والفن الغربي، ومن هنا توسعت نشاطاتها بعد حصولها على شهادة ماجستير في الصحافة المرئية في لندن؛ لتشمل إعداد وتقديم برنامج «سكووب» في عام 2005 الذي تقوم ريّا فيه بمحاورة نجوم الغرب. وتعتبر ريّا برنامج «سكووب» أهم إنجازاتها كمحاورة خاصة.

## أعمالها

### الرسوم المتحركة
- سوكة - أنجري بيردز الفيلم
- السنفورة الصفصافة - السنافر: القرية المفقودة
- أساطير في قادم الزمان - عبلة
- رامز في الشلال - رامز في الشلال
- مدربة في أكاديمية كُن للتدريب عن بعد (Kun Academy)

## الجوائز
| السنة | الجائزة                               | الفئة                   | النتيجة | مراجع       |
| ----- | ------------------------------------- | ----------------------- | ------- | ----------- |
| 2019  | جائزة اختيار أطفال نكلوديون - أبو ظبي | شخصية التلفزيون المفضلة | فوز     | [ 3 ] [ 4 ] |

## وصلات خارجية
- ريا أبي راشد على موقع IMDb (الإنجليزية)
- ريا أبي راشد على موقع قاعدة بيانات الأفلام العربية
- ريا أبي راشد على موقع قاعدة بيانات الفيلم (الإنجليزية)